# Love Mode
Love Mode est un manga yaoi de Shimizu Yuki.

## Informations générales
- Titre original : Love mode - Love mode
- Auteur: Shimizu Yuki - 志水ゆき
- Éditeur japonais : Biblios - Beboy
- Éditeur français : Taifu comics
- Nombre de volumes : 11 volumes parus, série finie (premier volume paru en 1992, dernier en 1996)
- Genre : Yaoi, romance

## L’histoire
La rencontre et la formation de plusieurs couples gays, tous différents les uns des autres… Sakashita Izumi, lycéen, a accepté de rencontrer une « beauté plus âgée », rencontre organisée dans un parc public par un ami… Seulement à cause de certaines circonstances, le jeune Izumi se retrouve embarqué dans une relation (non prévue) avec Takamiya Katsura…
Si le premier se forme à cause d'un quiproquo, le deuxième se forme grâce à un accident… Aoe Reiji, se fait tromper par sa fiancée actuelle et la plaque sans regret et sans perdre de temps. Seulement ce n'est pas l'avis de la belle de se faire ainsi jeter, pour se venger du malotru, cette dernière lance un pot de fleur de son balcon… qui tombe directement sur la tête de Shirakawa Naoya, autre lycéen qui a de nombreux problèmes familiaux. Cette rencontre de choc va ainsi modifier deux cours d'une vie…

## Particularités de la série
À travers les onze volumes, on suit la formation de plusieurs couples homosexuels, tous différents et plus ou moins insolites. Le seul point commun entre tous ses couples est le Blue Boy : un « club » de rencontre pour gays. Le couple principal reste quand même Reiji/Naoya et au fil de l'histoire, le scénario tourne autour des « proches » de ce couple; alors qu'au début on suit plus ou moins de couple en « vrac ».